# 白永瑞
白永瑞（1953年—）是一名知名大韓民國歷史學家、文學評論家，目前擔任延世大學史學科敎授兼國學硏究院院長、《創作與批評》主編。
出生於仁川廣域市，畢業於首爾大學東洋史學科、檀國大學東洋史專攻碩士、首爾國立大學東洋史專攻博士。其後長期任教翰林大學史學科。就讀大學本科期間曾因為參與學運而受牢獄之災，期間武田泰淳的《司马迁》和李泳禧《转变时代的论理》兩本著作對他影響甚巨、使他重拾研讀中國史的念頭。